# Xã Eel River, Quận Hendricks, Indiana
Xã Eel River (tiếng Anh: Eel River Township) là một xã thuộc quận Hendricks, tiểu bang Indiana, Hoa Kỳ. Năm 2010, dân số của xã này là 1.662 người.